# El embrujado
El embrujado es una obra de teatro de Ramón María del Valle-Inclán.

## Argumento
En la Galicia profunda Rosa, La Galana reclama ante Don Pedro que se reconozca que la paternidad del hijo que espera recae en Miguel, hijo ya fallecido de Pedro y que fue asesinado por Anxelo. Sin embargo el niño termina muriendo en un accidente.

## Personajes

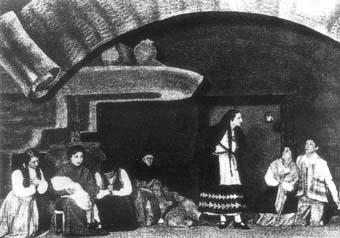
Imagen del estreno en 1931

- La Galana
- Anxelo
- Mauriña
- Don Pedro Bolaño
- El Ciego de Gondar
- Doña Isoldina
- La Navora
- Juana de Juno
- Las Tres Hijas de Rosa de Todos
- Malvín
- El Cabezalero
- Una Vieja
- La Abuela y La Ofrecida
- Valerio El Pajarito
- El Ciego de Flavia
- Musquilda,
- Zagala de las Vacas
- Un Rapacín
- Diana De Sálvora

## Publicaciones y Representaciones
La obra se publicó el 25 de noviembre de 1912, en la revista El Mundo y se reedita un año más tarde bajo el título de El embrujado. Tragedia de tierras de Salnes.
Sobre los escenarios no se estrena hasta el 11 de noviembre de 1931 en el Teatro Muñoz Seca de Madrid, por la compañía de Irene López Heredia y Mariano Asquerino.
Volvió a representarse en 1969 por la Compañía Dramática Nacional en gira por distintas ciudades de España, con decorados de Francisco Nieva e interpretada por Asunción Sancho, Julio Núñez, Enrique Vivó y Marisa Paredes.
El Teatro Lara de Madrid acogió un nuevo montaje en 1996, dirigido por Francisco Vidal y un elenco encabezado por Francisco Hernández, Blanca Portillo, Antonio Dechent, Amparo Valle, Pastora Peña y Pilar Bayona.